# Società Sportiva Calcio Ancona
La Società Sportiva Calcio Ancona es un club de fútbol de Italia, con sede en Ancona, en las Marcas. Fue fundado en 1905 y compite en la Serie D, cuarta categoría del fútbol italiano.

## Historia
Fue fundado en 1905 con el nombre de Unione Sportiva Anconitana, que cambió por el de Ancona Calcio 1905 en 1981. Uno de los mayores logros del equipo fue su participación en la Serie A en la temporada 2003-2004. No pudo mantener la categoría tras lograr tan sólo 13 puntos. Tras el descenso a la Serie B, el equipo fue refundado como Associazione Calcio Ancona.
El Ancona ha estado presente 2 veces en la Serie A. Disputó una final de Copa de Italia perdiendo contra la Sampdoria en 1994. En el 2005 la sociedad futbolística festejó el centenario de su fundación. En el 2006 ascendió a la Serie C1 y en 2008 a la Serie B. Fue refundado cuatro veces: en 2004, como Associazione Calcio Ancona, en 2010, como Società Sportiva Dilettantistica Unione Sportiva Ancona 1905, en 2017, como Unione Sportiva Anconitana Associazione Sportiva Dilettantistica y finalmente en 2021, como Ancona-Matelica. En 2022 asumió el nombre actual.

## Palmarés

### Torneos interregionales
- Serie C (3): 1936-37 (Grupo D), 1941-42 (Grupo F), 1949-50 (Grupo C)
- Serie C1 (1): 1987-88 (Grupo A)
- Serie C2 (1): 1981-82 (Grupo B)
- Serie D (2): 1974-75 (Grupo D), 2013-14 (Grupo F)
- Copa Italia de Aficionados (1): 2010-11

### Torneos regionales
- Eccellenza Marche (1): 2010-11
- Promozione Marche (1): 2018-19 (Grupo A)
- Prima Categoria Marche (1): 2017-18 (Grupo B)
- Copa Italia de Aficionados Marche (1): 2010-11
- Copa Italia Promozione Marche (1): 2018-19